# 金周栄 (サッカー選手)
金 周榮（キム・ジュヨン、Kim Ju-young, 1988年7月9日 - ）は、大韓民国・ソウル出身のサッカー選手。ポジションはディフェンダー。

## 来歴

### クラブ

#### 上海上港
2015年、上海上港に移籍した。

## 所属クラブ
ユース経歴
- 2007年 - 2008年  延世大学校

プロ経歴
- 2009年 - 2011年  慶南FC
- 2012年 - 2014年  FCソウル
- 2015年 - 2016年  上海上港集団足球倶楽部
- 2017年  河北華夏幸福足球倶楽部

## 代表歴

### 出場大会
- 韓国代表
  - 2015年 - AFCアジアカップ2015 (準優勝)
  - 2015年 - 東アジアカップ2015 (優勝)

### 試合数
国際Aマッチ 10試合 0得点（2014年- ）
非公式試合 1試合 0得点（2015年- ）
| 韓国代表 | 国際Aマッチ | 国際Aマッチ | その他 | その他 | 期間通算 | 期間通算 |
| 年       | 出場        | 得点        | 出場   | 得点   | 出場     | 得点     |
| -------- | ----------- | ----------- | ------ | ------ | -------- | -------- |
| 2014     | 4           | 0           | 0      | 0      | 4        | 0        |
| 2015     | 4           | 0           | 1      | 0      | 5        | 0        |
| 通算     | 8           | 0           | 1      | 0      | 9        | 0        |

## タイトル

### クラブ
FCソウル
- Kリーグ：1回 (2012)

### 個人
- Kリーグベストイレブン：1回 (2014)